# Задыбы
Задыбы (укр. Задиби) — село в Турийской поселковой общине Ковельского района Волынской области Украины.
До 2020 года входило в Турийский район.
Код КОАТУУ — 0725586003. Население по переписи 2001 года составляет 212 человек. Почтовый индекс — 44804. Телефонный код — 3363. Занимает площадь 1,423 км².